# Parthenodes
Parthenodes é um gênero de mariposa pertencente à família Crambidae.